# 長崎県道230号北松公園平戸口線
長崎県道230号北松公園平戸口線（ながさきけんどう230ごう きたまつこうえんひらどせん）は、長崎県平戸市を通る一般県道である。

## 概要
平戸市田平町大久保免から平戸市田平町山内免に至る。田平港内に「おわり」の補助標識とペアの県道標識がある。

### 路線データ
- 起点：長崎県平戸市田平町大久保免
- 終点：長崎県平戸市田平町山内免（田平港、長崎県道152号田平港線起点）
- 総延長：2.9 km

## 地理

### 通過する自治体
- 平戸市

### 交差する道路
| 交差する道路          | 交差する場所 | 交差する場所 |
| --------------------- | ------------ | ------------ |
| 長崎県道152号田平港線 | 田平町山内免 | 終点         |

### 沿線
- 十八親和銀行田平支店
- 是心寺
- 平戸愛恵病院
- 中瀬草原